# Sant Just Joval
Sant Just Joval es una entidad de población española del municipio de Clariana de Cardener, perteneciente a la provincia de Lérida, en la comunidad autónoma de Cataluña.

## Toponimia
El lugar puede aparecer referido como «Sant Just Joval» y «Joval».

## Historia
Hacia mediados del siglo XIX, el lugar, ya por entonces perteneciente al ayuntamiento de Clariana, tenía contabilizada una población de sesenta habitantes. Aparece descrito en el noveno volumen del Diccionario geográfico-estadístico-histórico de España y sus posesiones de Ultramar de Pascual Madoz con las siguientes palabras:

JOVAL: l. que forma ayunt. con Clariana, que es la cab., y Ortoneda, en la prov. de Lérida (22 horas), part. jud. y dióc. de Solsona (1 hora), aud. terr. y c. g. de Barcelona (22): está sit. sobre un cerro cuya eminencia es llana, donde le combaten todos los vientos, disfrutando de clima sano. Forman la pobl. 10 casas y una igl. parr. (San Martin), servida por un cura párroco que nombra el diocesano ó S. M.; el cementerio existe contiguo á ella, pero bien ventilado; y los vec. se sirven para beber y demas usos de las aguas de varios pozos y fuentes que hay en el térm., así como de las del r. Cardaner. Confina el térm. por el N. Olíus; E: Liña; S. Riner, y O. Solsona: dentro de él se hallan varias minas de alumbre en esplotacion, pero que hace mas de medio año que no se trabaja en ellas: le baña el indicado r. Cardaner que nace en el térm. de la Coma, sin que se aprovechen sus aguas para riego por la sit. del terreno; este es de mala calidad y montuoso, poblado de pinos, encinas y robles; los caminos son los que dirigen desde la cap. del part. á Berga y á Cardona, en su estado regular. La correspondencia se recibe de la adm. de Solsona. prod.: centeno, patatas, bellotas y poco vino; cria ganado lanar, caza de perdices y conejos; y pesca de alguna trucha en el Cardaner. ind.: agricultura y un molino harinero. pobl.: 10 vec., 60 almas. cap. prod.: 33,238. contr.: el 14'28 por 100 de esta riqueza.
(Madoz, 1847, pp. 642-643)

En 2022, la entidad singular de población tenía empadronados 66 habitantes.